# جون فيليبس (مدرب كرة سلة)
جون فيليبس (بالإنجليزية: John Phillips)‏ هو مدرب كرة سلة أمريكي، ولد في 6 فبراير 1947.